# Dukat krasnobrodzki
Dukat Krasnobrodzki – dukat lokalny wyemitowany w lipcu 2009 r. przez Urząd Miejski w Krasnobrodzie dla upamiętnienia 70 rocznicy bitwy pod Krasnobrodem.

## Wersje
- 7 dukatów krasnobrodzkich (bimetal) – 15 000 sztuk, średnica 27 mm, wartość 7 PLN, wymienialne;
- 70 dukatów krasnobrodzkich (srebro Ag 500 oksydowane) – 500 sztuk, średnica 32 mm, wartość 183 PLN, niewymienialne.

## Wygląd
- Awers- postaci ułanów na koniach z lancami, odznaka 25 Pułku Ułanów Wielkopolskich, napis "70 rocznica szarży 25 Pułku Ułanów Wielkopolskich pod Krasnobrodem 1939-2009" oraz "honorowany do 30.09.2009".

- Rewers- herb Krasnobrodu, krajobraz, nazwa nominału, napis "Krasnobród – Perła Lubelszczyzny "